# بتانی هیوز
بتانی هیوز (انگلیسی: Bettany Hughes;مه ۱۹۶۷ (۵۷–۵۸ سال) تاریخ‌نگار، بازیگر، گوینده رادیو، تهیه کننده تلویزیونی، کارگردان هنری، روزنامه نگار، نویسنده و مجری تلویزیون اهل بریتانیا است.
وی همچنین برندهٔ جوایزی همچون ۱۰۰ زن بی‌بی‌سی شده‌است.